# Lisa Erba
Lisa Erba, citata anche come Elisa Erba (Milano, 7 settembre 1993), è una calciatrice italiana, attaccante svincolata.

## Biografia
Lisa Erba condivide fin da piccola la passione per il calcio del padre il quale, portandola con sé ad assistere alle partite, viene convinto dalla determinazione della figlia a iscriverla a una scuola calcio fin dall'età di sei anni. Crescendo, alterna gli studi alla passione per il calcio giocato, scalando le categorie giovanili fino ai vertici del campionato italiano femminile di calcio e lavorando nel bar di famiglia a Lazzate.

## Carriera
Erba si tessera giovanissima con il Como 2000, iniziando la propria carriera inserita nelle sue formazioni giovanili, passando dalle Giovanissime fino alla massima riservata alle Under giocando nel Campionato Primavera.
I risultati conseguiti convincono la società a concederle fiducia, inserendola in rosa con la formazione titolare che al tempo partecipa al campionato di Serie A2, l'allora secondo livello del calcio femminile italiano, nella quale debutta, seppur per brevissimi minuti, nel corso della stagione 2008-2009. La stagione successiva la vede ancora prevalentemente impegnata con la formazione Primavera, tuttavia, anche se scende in campo solo due volte, riesce a segnare il suo primo gol in Serie A2.
Ma è nella stagione 2010-2011 che si afferma definitivamente, contribuendo anche alla promozione in Serie A al termine del campionato. Pur non partendo titolare, scende in campo 18 volte su 22 partite complessive, totalizzando un totale di 4 reti dietro al bomber Katia Coppola (21 reti), Monica Carminati (17) e Michela Pellizzoni (9).
Erba indossa la maglia del Como 2000 per i successivi due campionati in Serie A congedandosi al termine della stagione 2012-2013 con un tabellino di 56 presenze complessive e 18 reti realizzate. La società si accorda con il Bosisio Parini, squadra dell'omonimo comune del lecchese che milita in Serie C, per il trasferimento con la formula del prestito, scelta legata a necessità personali dell'atleta, tuttavia all'avvio della stagione 2014-2015 viene reinserita nella formazione del Como 2000 affidata a Fausto Cattaneo, affiancando i ritorni del difensore centrale Martina Cortesi e dei centrocampisti Giulia Ambrosetti e Alice Cama.
Nella stagione 2015-2016 decide nuovamente di trasferirsi in una società che milita in Serie C regionale, il Tabiago, con sede nell'omonima frazione del comune di Nibionno.

## Palmarès
- Campionato italiano di Serie A2: 1

Como 2000: 2010-2011